# 自由主义恐同
自由主义恐同（英语：Liberal homophobia）自由主义恐同是接受同性恋，但要求其保持隐秘的态度的恐同症。 自由主义恐同尽管接受性别多样性，却仍持有歧视和刻板印象，将LGBT群体边缘化，低估他们的重要性。 

## 定义
自由主义同性恋恐惧将人际关系和性行为视为私人问题，因此，只要它们不出现在公共领域，就接受个人对它们的自由。 然而，LGBT运动的成员认为性取向是一种本质上涉及公共领域的问题，因为异性恋者没有被迫在公众场合隐藏他们的关系，而同性恋者却面临这样的限制。
自由派恐同在许多领域表现出来，例如LGBT骄傲游行、学校的意识提高活动、工作场所以及公开承认性取向、表现出非符合传统性别特征的行为或穿着等，而并未考虑到LGBT群体面临的歧视问题。 